# 和田明仁
和田 明仁（わだ あきひと、1947年（昭和22年）1月10日 - ）は、日本のフィールドホッケー選手。

## 経歴・人物
東京都生まれ。早稲田大学出身。1968年メキシコシティーオリンピックで男子トーナメントに出場した。2019年（平成31年）東京都ホッケー協会会長に就任した。